# Antuszewo (rejon biełozierski)
Antuszewo (ros. Антушево) – wieś (sieło) w Rosji, w obwodzie wołogodzkim, w rejonie biełozierskim. W 2010 liczyła 222 mieszkańców.